# Hanga (község)
Hanga (Hangu) település Romániában, Neamț megyében, Békástól északra, a Békási-víztározó északi partja közelében.

## Története

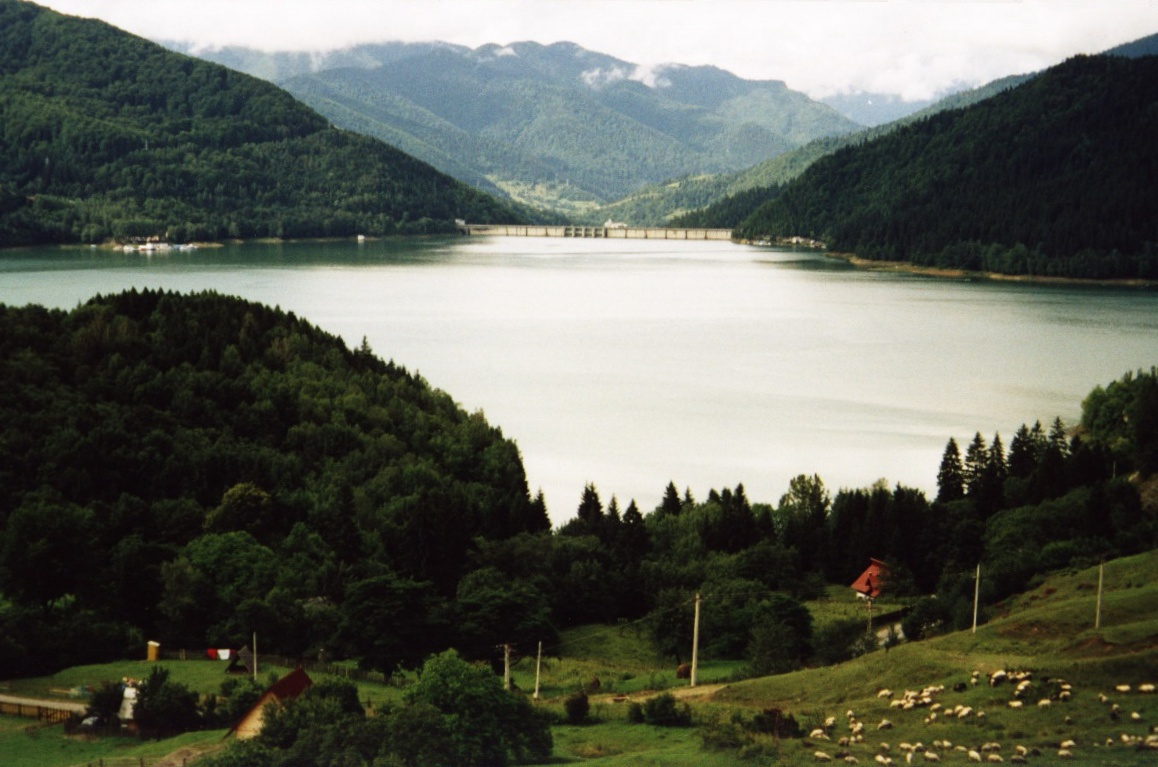
A Békási víztározó

Hangu (korábban Audi) falu Hangu neve történelmileg dokumentumokkal igazolt, területén Ștefan cel Mare uralkodása idején Hangu nevű kolostor állt.
A két világháború közötti időszakban Hangu falu fejlődése leállt a Békás gátja miatt, a falu lakosságának több mint 50%-át áttelepítették, a falu elvesztette számos fontos intézményét (bíróság és kórház), és az ipart képviselő fűrésztelepe is gyakorlatilag megszűnt, ma már nem létezik. A falu központjában álló templomot dinamittal robbantották fel. A templom romjai azonban máig láthatók, amikor csökken a tó vízszintje. A helyiek elhagyni kényszerültek a falut, a közeli Audiba költöztek, mely 1968-ban a Hangu nevet vette fel.
A falu nevét egy fennmaradt népmonda is magyarázza:
Az ördög és az úristen fogadott, hogy az ördög az embereket méltóképpen meg tudja-e büntetni. Az ördög kiszakított a Csalhó oldalából egy sziklát, amivel az Aranyos-Besztercét igyekezett elrekeszteni, így az embert özönvízzel elpusztítani. Igen ám, de ahogy  a sziklával célja felé lebegett, megszólalt az első hajnali kakas. Tudvalévő, hogy az ördög uralma csak hajnalig tart, így a mi ördögünk le is ejtette a sziklát, amely Hanga (Hangu) földjére esett. A neve természetesen Ördög-szikla lett, és évszázadokig félelemben tartotta a határvidék babonás népét. (A történethez tartozik, hogy bár az ördögnek nem sikerült elzárnia a Besztercét, de korunkban az ember hatalmas völgyzárógátat épített, és létrehozta nem az özönvizet, hanem a Békási-víztározót.)